# Медаль «40 лет Байкало-Амурской магистрали»
Медаль «40 лет Байкало-Амурской магистрали» — ведомственная награда Министерства транспорта Российской Федерации, учреждённая приказом Минтранса от 5 ноября 2013 года №334 г. Москва "Об учреждении памятной медали "40 лет Байкало-Амурской магистрали".

## Правила награждения
Памятной медалью "40 лет Байкало-Амурской магистрали" награждаются работники и бывшие работники организаций железнодорожного транспорта и иные лица, внесшие значительный вклад в строительство и развитие Байкало-Амурской магистрали и проработавшие на Байкало-Амурской магистрали не менее 10 лет.
Решение о вручении медали принимается Министром транспорта Российской Федерации.

## Правила ношения
Памятная медаль "40 лет Байкало-Амурской магистрали" носится на левой стороне груди и располагается ниже государственных наград Российской Федерации, РСФСР и СССР и других ведомственных наград.

## Описание медали
Медаль изготовлена из латуни и имеет форму круга диаметром 32 мм с выпуклыми бортиками с обеих сторон.
На лицевой стороне - рельефное изображение движущегося вправо по рельсам локомотива с вагонами на фоне горных склонов.
Сверху - надпись в две строки: "БАЙКАЛО-АМУРСКАЯ МАГИСТРАЛЬ". В нижней части - надпись в две строки: "40 ЛЕТ".
На оборотной стороне - надпись в четыре строки: "МИНИСТЕРСТВО ТРАНСПОРТА РОССИЙСКОЙ ФЕДЕРАЦИИ". Надпись сопровождается сверху малой эмблемой Министерства, а снизу - двумя расходящимися вправо и влево перекрещенными в нижней части лавровыми ветвями.
Медаль при помощи ушка и кольца соединяется с четырехугольной колодкой, обтянутой шелковой муаровой лентой с чередующимися полосами: синей - 1,5 мм, белой - 1,5 мм, синей - 4 мм, белой - 3,5 мм, зеленой - 3 мм, белой - 3,5 мм, синей - 4 мм, белой - 1,5 мм, синей - 1,5 мм. Ширина ленты - 24 мм.